# Ethnikos Piraeus F.C.

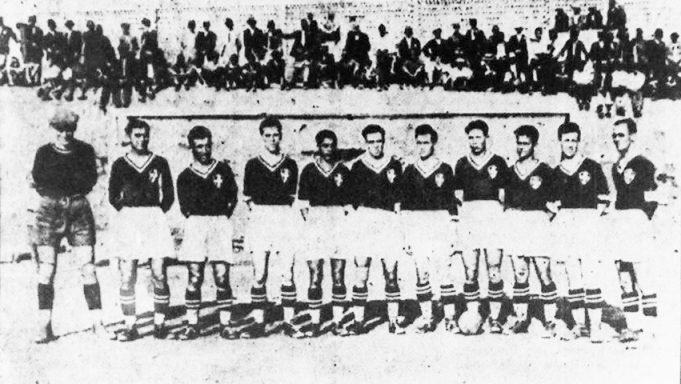
El Ethnikos que fue campeón de copa en 1933.

El Ethnikos Piraeus F.C. (en griego: Εθνικός Πειραιώς 1923) es un club de fútbol griego de la ciudad de El Pireo. Fue fundado en 1923 y juega en la Gamma Ethniki.

## Historia

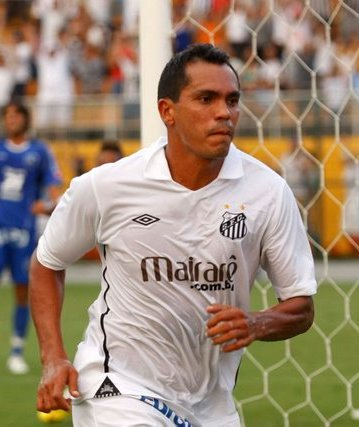
Giovanni jugó en el Ethnikos en 2007 y es considerado como uno de los jugadores más prestigiosos que han jugado en el club.

El equipo tiene dos segundos puestos en el campeonato griego (1928, 1956). En 1957, ocurrió un escándalo con Ethnikos como víctima. La selección de Hungría solicitó asilo en diferentes países del mundo debido a la revolución húngara. Algunos jugadores jugaron amistosos ante el Ethnikos y su presidente Dimitris Karellas los iba a fichar, algo que cambiaría el fútbol griego y europeo. Ethnikos fue castigado por la Asociación Griega que fue influenciada por POK, una alianza de Panathinaikos, Olympiacos y AEK que temía que Ethnikos dominara en los próximos años. Ethnikos estaba cuatro puntos por delante del segundo lugar con cuatro partidos por jugar. Ethnikos había vencido al Olympiacos (0-1) y Panathinaikos (2-1) y tuvo que jugar dos de los cuatro próximos partidos contra el Olympiacos en casa y fuera contra la PAO. Al final, Ethnikos fue descontado cuatro puntos y perdió los cuatro juegos restantes 2-0 sin disputarlos.

## Datos del club
- Temporadas en Primera División: 49
- Temporadas en Segunda División: 10
- Temporadas en Tercera División: 11
- Temporadas en Cuarta División: 4
- Temporadas en Campeonato Regional del Pireo: 2
- Mejor puesto en la liga (1928-): 2 en 1928, 1956
- Mejor puesto en la liga (1960-): 4 en 1975
- Peor puesto en la liga: 18 en 1990, 1992, 1996 y 1999
- Máximo goleador: Dimitris Chatziioannoglou con 102 goles.
- Más partidos disputados: Aggelos Kremmydas con 383 partidos.

## Palmarés

### Torneos nacionales
- Copa de Grecia (1): 1933
- Beta Ethniki (1): 1991